# Salsa (tanec)

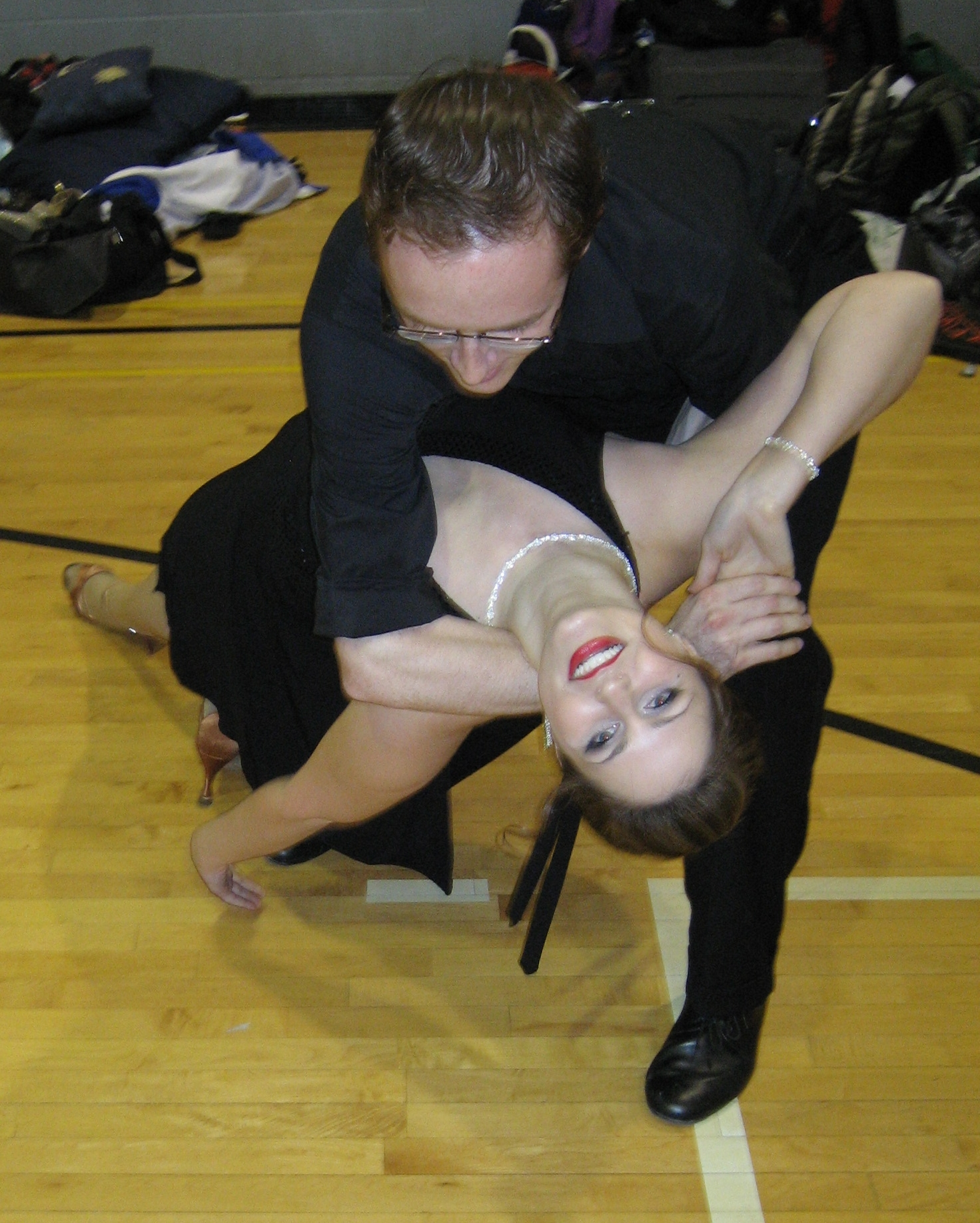
V salse lze tančit mnoho figur

Salsa je latinskoamerický tanec populární i v USA a Evropě. Španělské slovo salsa se používá pro označení omáčky, avšak hudebníci[kdo?] se domnívají, že v tomto případě se má na mysli spíše koření.

## Historie a původ
Salsa je pravděpodobně nejoblíbenějším kubánským tancem. Z hudebního hlediska je salsa složitou směsí historických kubánských tanečních forem, jako jsou son, danzon, guajira, guarachá, mambo, ča-ča, dohromady s kolumbijskou cumbiou a portorickou bombou. Do tohoto bohatého koktejlu rytmů byla přimíchána energie a vitalita americké hudební scény s její jazzovou a rockovou tradicí. 
Poprvé se tento tanec objevil na Kubě v 30. letech minulého století, do popředí zájmů širší veřejnosti ale až v 60. letech. Do USA se salsa dostala s přistěhovalci z Latinské Ameriky. Potvrzením jejího uchycení bylo uvedení filmu Salsa v roce 1988.

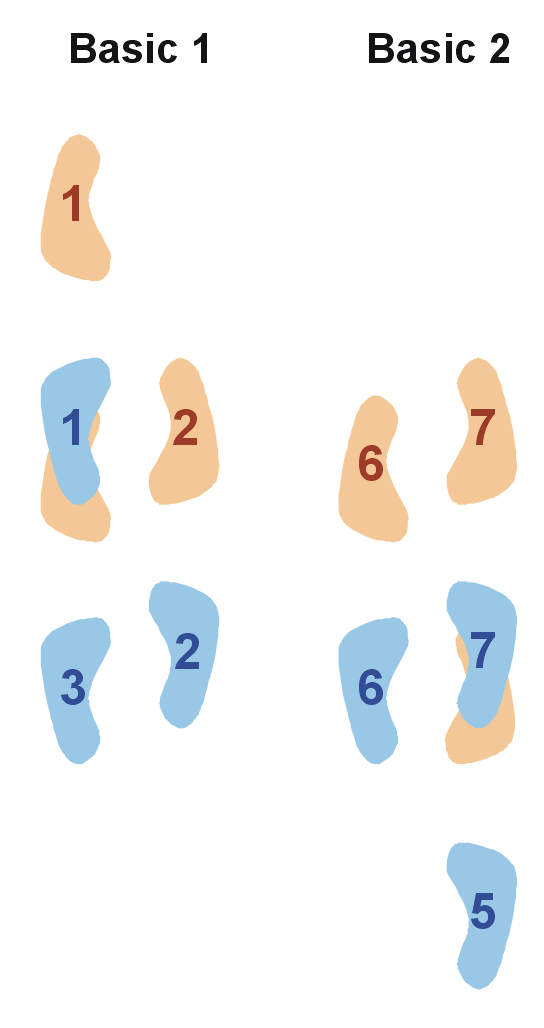
Kroky

## Tanec
Salsa je párový tanec. Tančí se na čtyřčtvrťový rytmus. Vychází z mamba, kterému je velmi podobné, ale důraz je na jiné doby. Používá řadu figur a pozic. 

### Rytmus
Rytmizace je quick-quick-slow, tančí se tedy na 1-2-3, 5-6-7. Existují však i formy salsy s odlišnou rytmizací 2-3-4, 6-7-8 (Eddie Torres NewYork style, Palladium mambo, OnClave atd.). Abyste tančili salsu, poslouchejte čtyři doby hudby, ale tančete jen první tři kroky. Poslední doba z taktu je „pohyb na okrasu“. 
V salse je základním časovým vzorcem 8 úderů. Většina ustálených podob – frází (v hudbě i v tanci) v salse, zahrnuje bloky o délce 2 takty (takt je časová jednotka v hudbě). Při 4 úderech na každý takt to znamená 8 úderů.
Počet úderů za minutu pak určuje rychlost hudby (tempo).

### Pohyb po parketu
Je možné tančit v kterémkoli směru a nebo úplně na místě. Muž vede partnerku, žena se řídí podle něj. Není nutné, aby v páru tancovali pouze muž a žena. Každý může tančit sám, případně spolu mohou tančit dvě ženy. Ostatní kombinace nejsou příliš obvyklé.

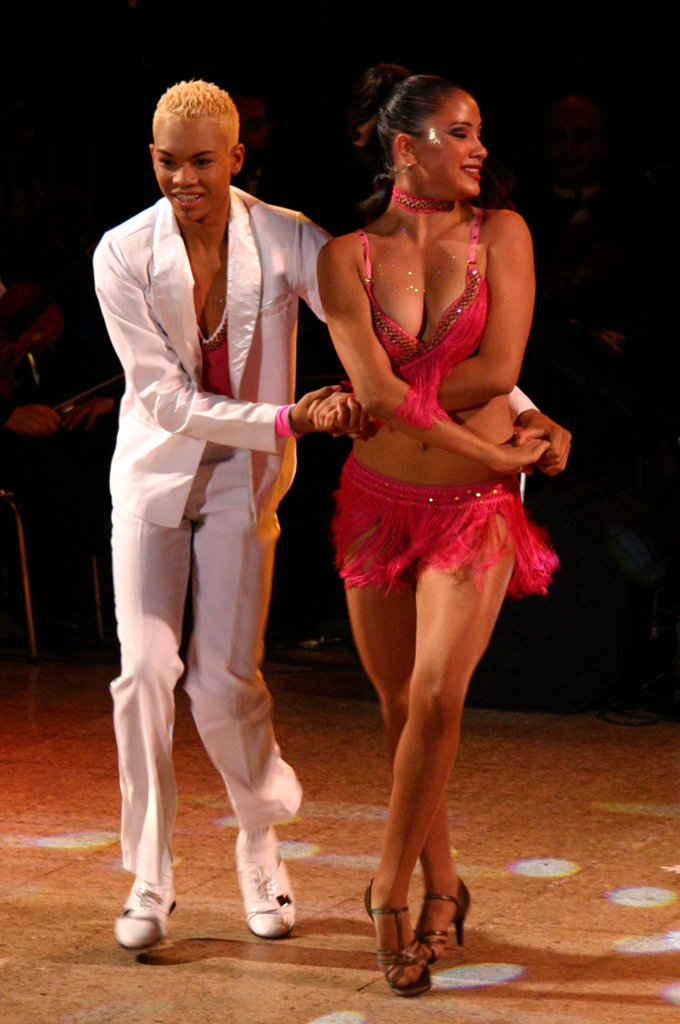
Žhavá a vzpřímená salsa

### Pohyb těla
Při tančení salsy je pohyb těla stejně důležitý, ne-li důležitější než samotné taneční kroky. Tance pocházejí z Latinské Ameriky a zejména ty, které pocházejí z Karibiku, jsou výsledkem smíšeného historického vlivu původních obyvatel, španělských kolonizátorů a afrických otroků, kteří sem byli po staletí násilně dováženi. Právě od afrických otroků pocházejí charakteristické bubny a rytmické nástroje ale i vzpřímené držení těla při tanci, které je zcela běžné pro Afričany zvyklé nosit veškerý náklad na hlavě. Proto při tancích s karibskou minulostí, jako je salsa, zůstávají hlava a ramena ve vzpřímené pozici tak dlouho jak je to možné. Boky i ramena by se měly vlnit do rytmu hudby

## Typy salsy
Zvláštní formou salsy je takzvaná Salsa Rueda (Rueda de Casino), která se tančí v kruhu, přičemž jedna osoba vyvolává v průběhu tance názvy figur, které tanečníci budou tančit (podobně jako Round Dance). V této variantě tance jsou běžné figury při kterých se rychle střídají taneční partneři.
Dalším typem salsy je Kubánská salsa. Pro Kubánskou salsu jsou charakteristické složité pohyby rukou a neobvyklá přirozenost a spontánnost. Kubánci jsou skvělými tanečníky salsy.[zdroj⁠?!]